# Clive Reston
Clive Reston es un personaje ficticio que aparece en los cómics estadounidenses publicados por Marvel Comics. El personaje se inspiró en James Bond y Roper de la película de Bruce Lee Operación Dragón. Clive Reston era un agente del MI-6 y un aliado de Denis Nayland Smith y Shang-Chi. Durante su tiempo con MI-6, comenzó una relación con Leiko Wu, pero ella lo dejó por Simon Bretnor, quien resultó ser el asesino loco Mordillo.

## Historial de publicaciones
Clive Reston apareció por primera vez en el número tres de Giant-Size Master of Kung Fu, en 1974, creado por Doug Moench. Pasó a ser un personaje recurrente en la serie Master of Kung Fu, además de aparecer ocasionalmente en otras series como Rom y X-Men. También apareció recientemente en la serie MAX Wisdom, centrada en el personaje Pete Wisdom. Originalmente, el padre de Reston estaba destinado a ser James Bond, y su tío abuelo materno estaba destinado a ser Sherlock Holmes, sin embargo, debido a las leyes de derechos de autor, Marvel se vio obligada a abandonar esto. Ahora, por supuesto, es ampliamente conocido que Shang-Chi era básicamente las novelas Fu Manchú de Sax Rohmer fusionadas con las películas de Bruce Lee, pero hay gran parte del concepto que había sido robado específicamente de Operación Dragón. El personaje de Bruce Lee en la película es prácticamente Shang-Chi, y su incómoda alianza con el bromista amigo Roper John Saxon se hace eco, en muchos sentidos, del toma y daca de Shang-Chi con el agente Clive Reston. La imagen de Saxon fue reemplazada por la de Sean Connery.

## Biografía ficticia
Reston apareció por primera vez como un aliado de Shang-Chi, el maestro de kung fu. También tuvo una relación romántica con Melissa Greville, y los dos estuvieron presentes en el funeral de James Larner. Él le permite quedarse con él después de que salga del hospital después de haber sido herida por una herida de bala, y ella le revela que su madre conoce a su padre. Posteriormente, la pareja fue arrestada en Hong Kong, después de que fueron incriminados por cometer una explosión en un lugar llamado Jade Peacock. Descubrieron que les habían tendido una trampa y que los policías eran criminales disfrazados. Después de escapar de la custodia, se pusieron en contacto con MI-6, quien los ayudó a localizar la base secreta del villano, Kogar, donde se enzarzaron en una pelea con los hombres de Kogar, antes de entablar una pelea y derrotar a Kogar. Reston luego regresó a Inglaterra. 
Reston luego se encontró con el villano Shockwave, quien lo atacó. Luego descubrió que exagentes del MI-6 estaban tratando de matarlo a él, a Melissa y a su compañero Sir Denis. Para escapar, viajaron a una propiedad remota en Escocia, donde fueron capturados por un grupo liderado por el jefe del MI-6, Ward Sarsfield, antes de ser rescatados por Black Jack Tarr.
Melissa luego acordó actuar como cebo para capturar a un asesino en serie, apodado Jack el Destripador. La trampa funcionó, y Jack el Destripador fue atacado y asesinado por Reston y Shang Chi. Más tarde, él le dijo que su relación había terminado, aunque ella lo seguía amando.
Reston fue visto en Londres ayudando a Pete Wisdom a luchar contra un ejército invasor de marcianos y Jack el Destripador.

## Poderes y habilidades
Reston no posee poderes o habilidades sobrehumanos, aunque es un agente muy talentoso. El arma preferida de Clive es una pistola ASP de 9 mm.